# TIMM

Logo, das vor Sendebeginn (2007) verwendet wurde

TIMM (Television, Internet, Media for Men) war ein deutschsprachiger Fernsehsender mit Sitz in Berlin, dessen Hauptzielgruppe schwule Männer waren. Eigentümer war die Deutsche Fernsehwerke GmbH, zu deren Investoren etwa die Verlagsgesellschaft Madsack gehört. Die Macher von TIMM verstanden ihr Projekt als crossmedial und wollten mehr bieten als nur Fernsehen. Abgesehen von dem TV-Kanal gab es auch eine Website, die über den Sender hinaus Neuigkeiten aus der LGBT-Welt bot, zwei Radio-Streams bei Radio.de und einen eigenen TIMM-Shop mit Artikeln verschiedener Warengruppen. Auch wenn der Sender eine klar definierte Zielgruppe hatte, distanzierte sich der frühere Geschäftsführer Frank Lukas von jeglicher Ghettoisierung und betonte, dass TIMM für jeden offen gewesen sei und auch die beste Freundin, Eltern schwuler Kinder, der heterosexuelle Freundeskreis und andere angesprochen würden.
Auf der IPTV-Plattform Zattoo hatte sich der Sender im November 2008 mit 13 Millionen abgerufenen Sendeminuten und 80.000 Zuschauern in den Top-12 der meistgesehenen TV-Sender etabliert. Bekannte TIMM-Moderatoren waren unter anderen Björn Wolfram, Armin Ceric und Ricky Breitengraser. Wir lieben Männer war der Claim des Senders.
Die Deutsche Fernsehwerke GmbH hat am 21. Januar 2010 beim Amtsgericht Charlottenburg einen Antrag auf Insolvenz gestellt. Grund sei ein „Nachfinanzierungsbedarf“ zum Ausbau von TIMM. Das Insolvenzverfahren wurde zum 1. April 2010 eröffnet. Mitte Mai entschied eine Gläubigerversammlung über den Fortbestand des Senders. Seitdem wurde die Website nur noch unregelmäßig gepflegt und verkündete die Absicht einer Neuausrichtung des Senders. Die landeseigene Berliner Bank IBB, die an dem Sender mit 28.542 Euro beteiligt war, zog sich aus ihrem Engagement zurück. Über TIMM wird derzeit neben Teleshoppingprogrammen verschiedener Agenturen ein Programm aus Wiederholungen vor der Insolvenz produzierter und erworbener Sendungen, aber auch aus Neuausstrahlungen (bspw. Yagaloo), verbreitet. Der bisherige Geschäftsführer Frank Lukas hat sich aus dem Betrieb weitestgehend zurückgezogen.
Der Minderheitseigner Cine Plus, der zuletzt den Betrieb sicherte, wollte bis Ende 2010 eine Lösung für den Sender finden. Seit dem 1. Juli 2010 steht die Internetseite des Eigentümers zum Verkauf.

## Programm
Zu Beginn sendete TIMM ab 16:55 Uhr. Im Januar 2009 wurde die Sendezeit auf 12 Stunden täglich ausgeweitet (ab 11:55 Uhr, an Wochenenden ab 10:55 Uhr), seit dem 1. Februar 2009 strahlte TIMM ein 24-Stunden-Programm aus.
Erfolgreiche internationale Formate wie unter anderem die britische Glamour Soap Footballers’ Wives, die französische Serie Clara Sheller – Verliebt in Paris, die kolumbianische Telenovela Rodrigo – Spiel der Herzen oder auch die US-amerikanische Dramedy Noah’s Arc hatten auf TIMM Deutschlandpremiere. TIMM strahlte ebenfalls die von dem amerikanischen LGBT-Sender Logo produzierte Castingshow RuPaul’s Drag Race aus, die in den USA hohe Beachtung erlangte. Auch künftige Staffeln hätten auf TIMM zu sehen sein sollen. Andere internationale Formate wie das Reisemagazin Bump! oder Queer Eye konnten die Zuschauer ebenfalls auf TIMM verfolgen. Auch Formate mit lesbischen und transsexuellen Charakteren waren regelmäßig auf TIMM zu sehen.
Das Filmangebot erstreckte sich von Schwarzweiß-Klassikern bis hin zu aktuellen Spielfilmen. Abgesehen von Filmen mit homosexueller Thematik umfasste das Angebot Filme mit Stars, die bei vielen schwulen Männern beliebt sind, wie zum Beispiel Barbra Streisand, Brad Renfro, Marlene Dietrich oder Julie Andrews. Auch britische Komödien, die sich durch schwarzen Humor auszeichnen, wurden auf TIMM gezeigt. Während des Sommers 2009 gab es Die langen Spielfilmnächte, in denen TIMM die ganze Nacht über Filme ausstrahlte.
Jeweils mittwochs wurden vorzugsweise Dokumentarfilme gezeigt, die in der Regel bestimmte Themen wie beispielsweise Stonewall, Transgender, Coming-out und ähnliches behandeln. Porträts über beim LGBT-Publikum beliebte Persönlichkeiten wie etwa Liza Minnelli, Grace Kelly oder Lady Diana wurden gelegentlich ebenso gezeigt.
Neben Serien, Filmen, Dokumentationen, Talkshows und weiteren fremdproduzierten Sendungen wurden auch in Zusammenarbeit mit der Produktionsfirma des Geschäftsführers Frank Lukas Horsthemke, South & Browse, selbst produzierte Formate ausgestrahlt. Beispiele hierfür waren das tagesaktuelle Nachrichtenformat TIMM TODAY, die Datingshow Homecheck oder auch die Castingshow Village Boys – Die große Lips Casting Show.
Mit Ruby führte TIMM das erste Mode- und Lifestylemagazin für Männer im deutschen Fernsehen ein. Während der Berlinale zeigte TIMM täglich das Format Teddy-TV, angelehnt an den schwulen Filmpreis Teddy, der bei der Berlinale verliehen wird. Der Life Ball wurde live aus Wien übertragen, ebenso wie der Christopher Street Day aus verschiedenen Städten.
Unter dem Motto Deine Entscheidung interviewte der Moderator Holger Wicht im Rahmen der Sendereihe TIMM Spezial Funktionäre der fünf großen deutschen Parteien. Es nahmen Gregor Gysi (Die Linke), Sabine Leutheusser-Schnarrenberger (FDP), Willi Zylajew (CDU/CSU), Claudia Roth (Bündnis 90/Die Grünen) und Johannes Kahrs (SPD) zu Fragen bezüglich des Wahlprogrammes ihrer Parteien für die Bundestagswahlen 2009 Stellung. Der Schwerpunkt wurde dabei auf die Belange der LGBT-Wählerschaft gelegt.
In den frühen Morgenstunden strahlte TIMM zur Überbrückung Abgetaucht – Das Männeraquarium oder CSD International aus. Zeitweise wurde auch ein Programmfenster von Fashion TV übernommen.
TIMM rief im September 2009 Interessenten auf, sich als Programmansager beim Sender zu bewerben. Die bei den meisten Sendern durch Einspieler ersetzten Programmansager sollten bei TIMM fester Programmbestandteil werden. Seit Ende September 2009 führte Ronny Schulze die Zuschauer täglich durch das Programm von TIMM.

### TIMM TODAY
TIMM TODAY wurde erstmals am 17. November 2008 ausgestrahlt. Die Sendung war zunächst als eine begrenzt tagesaktuelle Magazinsendung ausgelegt: Zu Beginn einer jeden Sendung wurde ein Beitrag mit einem aktuellen, fast immer politischen Bezug gezeigt. Die weiteren Beiträge hatten in der Regel keinen direkten Bezug zum aktuellen Geschehen. Es gab feste Rubriken: Armin Ceric führte in ganz Deutschland Interviews, zudem gab es eine wöchentlich wechselnde Reihe. Als Moderatoren fungierten Björn Wolfram, der im Studio Meldungen verlas und Beiträge ankündigte, und der Außenreporter Armin Ceric.
Anfang Mai 2009 musste TIMM aus Kostengründen 25 Mitarbeiter entlassen. Dabei handelte es sich vorzugsweise um freie Mitarbeiter aus der TIMM TODAY-Redaktion. Das Magazin hatte einen sehr hohen Personalaufwand und war mit vielen Einspielern aufwendig produziert. Nach der Umstrukturierung wurde das 20-minütige Magazin auf mehrere Newsflashs gesplittet, und die Einspieler wichen verlesenen Nachrichten mit tagesaktuellem Bezug. Hierbei wurde das reale Studio aufgegeben. Seitdem machte man von der Greenscreen-Technik Gebrauch.
Im Laufe der Zeit gewann TIMM neue Investoren hinzu. Dadurch konnte September 2009 das Format TIMM TODAY abermals überarbeitet und wieder auf 20 Minuten erweitert werden. Neu waren die Rubriken TIMM TICKER und TIMM TIMM, die Einspieler zu Nachrichten aus aller Welt oder Veranstaltungen aus dem Bereich Kultur boten. Die Laufzeit wurde einige Wochen später, vor der Bekanntgabe des Insolvenzantrags, auf 15 Minuten reduziert.
Im Zuge der Insolvenz wurde das Format an sich weitgehend beibehalten, die wirtschaftliche Situation hatte jedoch einige Anpassungen notwendig gemacht: Die Rubrik TIMM TICKER mit kurzen Weltnachrichten wurde gestrichen, Einspieler wurden im Laufe der Zeit verstärkt wiederholt sowie die Laufzeit einer Ausgabe allmählich von durchschnittlich dreizehn auf neun Minuten reduziert. Die Moderation wurde dabei häufiger auch von Armin Ceric und Oliver Lock übernommen. Letzterer führte zum Sendestart für kurze Zeit durch die Sendung TIMMOUSINE und war seitdem in der Redaktion tätig.
Die Erstausstrahlung der letzten Ausgabe erfolgte am 30. April 2010.
Von 16. Juli 2009 bis 11. Dezember 2009 leitete Dirk Ludigs die Nachrichtenredaktion. Seine Nachfolger waren Malte Göbel und Hannes Richter.

### Comedy
- Fur TV
- Kathy Griffin
- MADtv
- Nighty Night
- Rick & Steve
- Reno 911!
- Strangers with Candy

### Doku
- Coming Out Stories
- Curl Girls
- Homecheck
- Nemesis Rising
- Open Bar
- Out & About
- Queer Eye
- U.S. of Ant
- Bump!
- Charm School

### Magazine
- TIMM TODAY
- TIMM Spezial
- TIMM Travel
- Ruby
- Yagaloo
- queer Lounge
- UPGRADE

### Serien
- Absolutely Fabulous
- Footballers’ Wives
- Mile High
- Noah’s Arc
- Popular
- Queer as Folk
- Queer as Folk (UK)
- The L Word
- Clara Sheller – Verliebt in Paris
- Exes & Ohs
- Rodrigo – Spiel der Herzen
- Metrosexuality
- Sordid Lives
- Stadtgeschichten – Tales of the City
- Popular
- Benidorm
- Nighty Night
- Der Denver-Clan
- Madame’s
- Cybill
- Murphy Brown
- The Golden Girls
- Sugar Rush

### Shows
- Boy meets Boy
- Manhunt
- Step it Up and Dance
- RuPaul’s Drag Race
- Gay Army

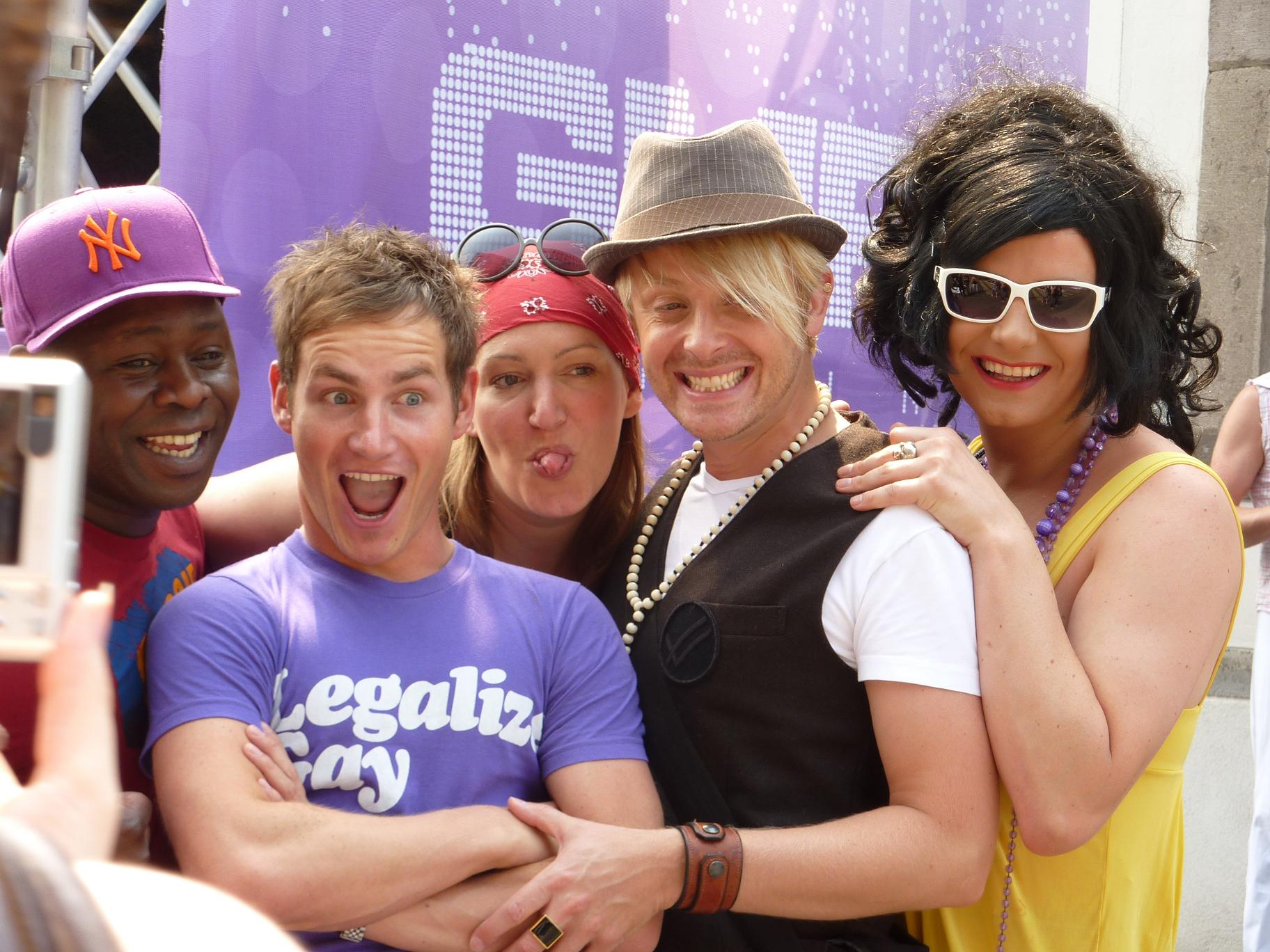
TIMM-Moderator Ricky Breitengraser (2. von links) und die Jurymitglieder von Village Boys – Die große Lips Casting Show Jim Reeves, Katja Mitchell, Ross Antony und Nina Queer

- Village Boys – Die große Lips Casting Show
- Dame Edna Treatment

### Talkshows
- Below the Belt
- Blondes Gift
- Movies 101
- TIMMOUSINE

## Insolvenz
Infolge der wirtschaftlichen Situation wurden diverse Sparmaßnahmen getroffen: So ist TIMM nicht mehr über Satellit zu empfangen (siehe unten). Kurzfristig wurde das Vorabendprogramm zwischenzeitlich von einem Drittanbieter (Astro TV Shop) bestritten. Im Gegensatz zu den anderen Eigenproduktionen wurde noch bis Ende April 2010 das Format TIMM TODAY weitergeführt (siehe TIMM TODAY). Diverse Serien wurden aus dem Programm genommen sowie die Anzahl der Teleshopping-Fenster ausgebaut.
Seit Februar 2010 wurde der Fortbestand des Senders regelmäßig verkündet, zuletzt monatlich für die darauf folgenden vier Wochen. Eine endgültige Entscheidung wurde im Zuge der Gläubigerversammlung Mitte Mai desselben Jahres gefällt. Es werde (zum Teil unter Beteiligung des Publikums in Form einer Umfrage im Internet) auch von Seiten von potenziellen Investoren über alternative Konzepte nachgedacht, die vor allem die Verbreitung des Senders betreffen, wie etwa den Wechsel in das Bezahlfernsehen.
Die Senderhomepage wurde insbesondere seit April 2010 nur noch provisorisch mit Programm- und Empfangsinformationen im PDF-Format bestückt. Davon abgesehen wurde sie mitsamt dem Zuschauerforum nicht mehr betreut, wovon auch das Twitter-Konto des Senders betroffen ist.
Als Folge der TIMM-Insolvenz meldete der frühere TIMM-Gesellschafter South & Browse im Januar 2014 ebenfalls Insolvenz an.

## Empfang
Bis zur Bekanntgabe der Insolvenz war der Fernsehsender digital und frei über diverse Kabelnetze, den Satelliten Astra (19.2° Ost auf der Frequenz 12,633 GHz horizontale Polarisation), über IPTV und im Livestream bei Zattoo verbreitet, sowie teilweise über die Sender-Website, soweit die Lizenzen der zu übertragenden Inhalte es zuließen. Anfang Januar 2010, noch vor Bekanntgabe der Insolvenz, wurde der Livestream auf der Website des Senders aus wirtschaftlichen und lizenzrechtlichen Gründen eingestellt.
Seit Ablauf des 22. Februar 2010 ist der Sender nicht mehr über den Satelliten Astra zu empfangen.
Dadurch kam es bei einigen Kabelfernseh- und IPTV-Anbietern zu teilweise mehrwöchigen Sendeausfällen, was auf der Website des Senders mit technischen Schwierigkeiten bei der Signalumschaltung vom Astra- zum Eurobird-Satelliten, wo TIMM im KabelKiosk-Bouquet vertreten war, erklärt wurde. Ende April 2010 wurde die Verbreitung über KabelKiosk beendet. Betroffen sind auch jene Verbreitungswege, die auf das Satellitensignal zurückgreifen mussten. Am 25. Mai 2010 hat Kabel Deutschland die Verbreitung des Programms von TIMM im Kabelnetz eingestellt. Auch die Webseiten des Senders und der Deutschen Fernsehwerke sind seit Mitte 2010 nicht mehr erreichbar. TIMM war in Deutschland im Kabelnetz von NetCologne sowie bis zum 2. März 2015 über Telekom Entertain zu empfangen. Zuletzt (Juni 2018) war das Notprogramm, das aus Wiederholungen bestand, nur noch über Zattoo abzurufen. Um den 18. April 2019 stellte auch Zattoo die Verbreitung des Programms ein.

## Diskografie
- 2009: Housemänner Vol.1
- 2009: Timms Lounge Vol. 1